# Christen Hee
Christen Hee, född 5 april 1712 på Thyholm, död 12 januari 1781, var en dansk matematiker.
Hee studerade först i Köpenhamn, därefter i Marburg och Tübingen, där han särskilt inriktade sig på matematik och mekanik. Efter sin hemkomst blev han lärare i matematik vid Søetaten, vilket föranledde att fick i uppdrag att studera vattenbyggnad i Republiken Förenade Nederländerna, England, Frankrike och Italien. År 1759 blev han professor i matematik vid Köpenhamns universitet och 1761 magister. År 1774 tilldelades han justitieråds titel. 
I egenskap av ledamot av Videnskabernes Selskab (från 1747) framställde han planen till det danska kartväsendets inrättande och vägledde lantmätarna. I Videnskabernes Selskabs skrifter publicerade han avhandlingar om det danska fotmåttet, om friktionen och om "konsten att leva under vattnet". Vidare finns ett kort meddelande från honom i "Philosophical Transactions". Han invaldes som ledamot av Vetenskapsakademien i Stockholm 1758.